# Symmetrella arnaudi
Symmetrella arnaudi is een vlokreeftensoort uit de familie van de Caprellidae. De wetenschappelijke naam van de soort is voor het eerst geldig gepubliceerd in 1995 door Laubitz.